# كورتيس مكمولن
كورتيس تريسي مكمولن (بالإنجليزية: Curtis Tracy McMullen)‏ (ولد في 21 مايو 1958) هو أستاذ رياضيات في جامعة هارفارد. حصل عل وسام فيلدز في عام 1998 لعمله في الديناميات المعقدة, والهندسة الزائدية, ونظرية تيشمولر. تخرج الطالب المتفوق مكمولن في عام 1980 من كلية وليامز وحصل على شهادة الدكتوراه في عام 1985 من جامعة هارفارد، تحت إشراف دينيس سوليفان.
كان مدرساً في جامعة برينستون (1987-1990) و جامعة كاليفورنيا، بركلي (1990 - 1997) ، قبل أن ينضم إلى جامعة هارفارد عام 1997. حصل على جائزة سالم في عام 1991 وانتخب عضواً في الأكاديمية الوطنية للعلوم في 2007.